# John Scofield

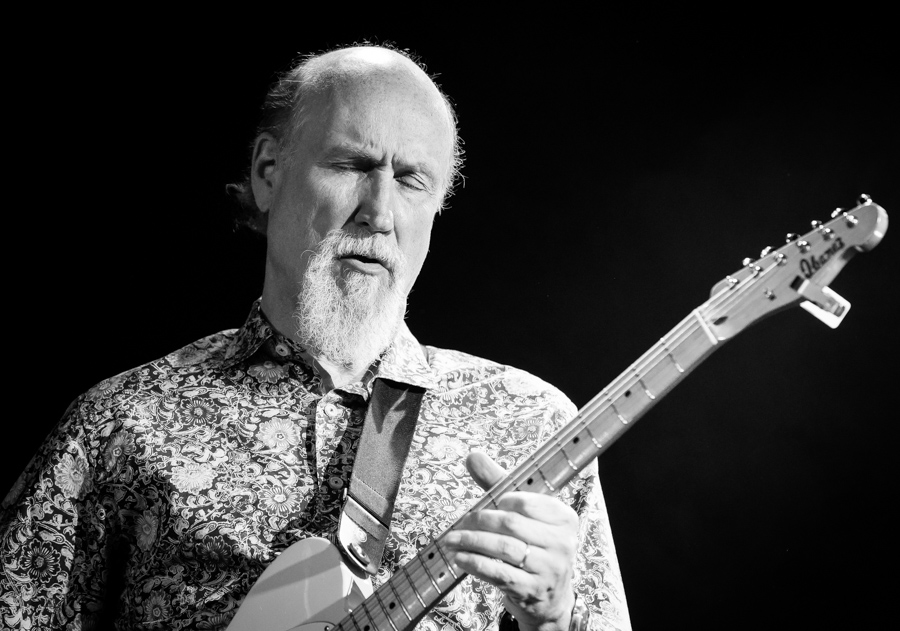
Scofield på Kongsberg Jazzfestival 2017

John Scofield, född 26 december 1951 i Dayton i Ohio, är en amerikansk jazzgitarrist och kompositör, som har spelat och samarbetat med Miles Davis, Phil Lesh, Billy Cobham, Medeski Martin & Wood, Dennis Chambers, George Duke och andra stora artister. Utanför bebop-idiomet spelar även Scofield musikstilar som jazz fusion, funk, blues, soul och andra former av amerikansk musik.

## Barndom och början till framgång
I början av Scofields liv flyttade hans familj till den lilla staden Wilton i Connecticut och det var här han började att upptäcka sitt intresse för musik. Efter sin utbildning vid Berklee College of Music gick Scofield med i olika jazz fusion-grupper, influerad av Billy Cobham.

## Karriär
Scofields första kända framträdande var på Gary Marks debutalbum Gathering år 1974. Scofield spelade in musik med  Charles Mingus år 1976, och ersatte Pat Metheny i Gary Burtons kvartett. Under hösten 1976 skrev han kontrakt med Enja Records, och släppte sitt första album East Meets West år 1977. 1979 skapade han en trio tillsammans med Steve Swallow och Adam Nussbaum. Under samma tid spelade han in musik flera gånger med pianisten Hal Galper, första gången på sitt eget soloalbum Rough House (1978), och kanske mest påfallande på albumet Ivory forest (1980). Senare arbetade Scofield tillssammans med Miles Davis som återstod ända till 1985.
Under sitt samarbetande med Davis gav han ut albumet Electric Outlet (1984). Still Warm (1985) kom efter att han lämnat Davis grupp.
I början 1990-talet skapade han en kvartett med Joe Lovano som tillsammans spelade in flera viktiga album för Blue Note Records. Time on My Hands (1990), med Lovano, Charlie Haden och Jack DeJohnette, visade Scofields gitarr och Mingus-influerade skrivande. Bill Stewart blev därpå gruppens trummis och spelade på Meant to Be (1991) och What We Do (1993). 1992 släppte Scofield Grace Under Pressure där hans vän Bill Frisell förekom, med Charlie Haden på bas och Joey Baron på trummor. Stewart kom tillbaka 1994 för samarbetet med Scofield och Pat Metheny på skivan I Can See Your House from Here.
I slutet av hans period med Blue Note återvände Scofield till ett mer funk- och soul jazz-orienterat ljud, en riktning som har dominerat mycket av hans efterföljande produktioner. Vid den här tidpunkten började han även framträda med olika jamband, och även framträda med DJ Logic, som han gjorde en cover på Phishs låt "Cars Trucks Buses" med på Sharin in the Groove (2001).
Han gav ut Überjam år 2002 och Up All Night år 2004, två album där han experimenterade med drum n bass och andra moderna rytmer. John Scofield har också arbetat och spelat in i Europa med Bugge Wesseltoft New Conception of Jazz år 2001/2002 och 2006. I slutet av 2004 släpptes EnRoute: John Scofield Trio LIVE, där en jazztrio bestående av John Scofield, Steve Swallow på bas och Bill Stewart på trummor, förekommer. Den spelades in live i The Blue Note i New York i december 2003.
Den 26 september 2006 gav han ut Out Louder, hans andra album i samarbete med avant-garde jazztrion Medeski Martin & Wood.

## Utrustning
Scofield är signerad av Ibanez gitarrer. Han signatur-gitarr, JSM100, är baserad på hans långtida scen och inspelningsgitarr, en 1981 års Ibanez AS200 (en modell baserad på Gibson ES-335).

## Diskografi
- 1977 - East Meets West
- 1977 - John Scofield Live
- 1978 - Rough House
- 1979 - Who's Who?
- 1980 - Bar Talk
- 1981 - Out Like a Light
- 1981 - Shinola
- 1984 - Electric Outlet
- 1985 - Still Warm
- 1986 - Blue Matter
- 1987 - Loud Jazz
- 1987 - Pick Hits Live
- 1988 - Flat Out
- 1989 - Best of John Scofield
- 1990 - Time on My Hands
- 1990 - Slo Sco: The Best of the Ballads
- 1991 - Meant To Be
- 1992 - Grace Under Pressure
- 1993 - What We Do
- 1994 - I Can See Your House from Here — med Pat Metheny
- 1994 - Hand Jive
- 1994 - Liquid Fire: The Best of John Scofield
- 1995 - Groove Elation
- 1996 - Quiet
- 1998 - A Go Go
- 2000 - Bump
- 2000 - Steady Groovin'
- 2001 - Works For Me
- 2002 - Überjam
- 2003 - Oh! — med ScoLoHoFo
- 2003 - Up All Night
- 2004 - Scorched — med Mark-Anthony Turnage
- 2004 - EnRoute: John Scofield Trio LIVE
- 2005 - That's What I Say: John Scofield Plays the Music of Ray Charles
- 2006 - Saudades — med Trio Beyond
- 2006 - Out Louder — med Medeski Scofield Martin & Wood
- 2007 - This Meets That
- 2009 - Piety Street
- 2013 - Überjam Deux